# Aurélie Halbwachs
Aurélie Halbwachs (Curepipe, 24 augustus 1986) is een Mauritiaans wielrenster die meerdere inter- en nationale titels op haar naam schreef.

## Carrière
Halbwachs is samen met Kimberley Le Court een van de succesvolste wielrensters van Mauritius. Halbwachs won sinds 2009 meerdere medailles op de Afrikaanse kampioenschappen wielrennen, de Afrikaanse Spelen en ze werd vijfmaal Mauritiaans kampioene op de weg en in de tijdrit. Op de Afrikaanse Spelen van 2023 die werden gehouden in 2024 won ze vier medailles waardoor haar totaal op elf kwam te staan.
Ze nam in 2008 en 2012 deel aan de Olympische Spelen bij de wegwedstrijd. Bij haar eerste deelname in 2008 werd ze 62e, vier jaar later stapte ze vroegtijdig af.
Naast actief te zijn op de weg neemt Halbwachs ook deel aan mountainbike wedstrijden zoals de Afrikaanse kampioenschappen mountainbiken waar ze tevens meerdere medailles won.

## Palmares

### Overwinningen
2009
 Afrikaans kampioenschap tijdrijden, elite
2010
 Afrikaans kampioenschap tijdrijden, elite
 Afrikaans kampioenschap op de weg, elite
2011
 Mauritiaans kampioene tijdrijden, elite
 Mauritiaans kampioene op de weg, elite
 Afrikaans kampioenschap tijdrijden, elite
 Afrikaans kampioenschap op de weg, elite
 Tijdrit op de Afrikaanse Spelen, elite
 Wegwedstrijd op de Afrikaanse Spelen, elite
2012
 Mauritiaans kampioene tijdrijden, elite
 Mauritiaans kampioene op de weg, elite
2015
 Afrikaans kampioenschap tijdrijden, elite
2017
 Afrikaans kampioene tijdrijden, elite
 Afrikaans kampioene op de weg, elite
2019
 Wegwedstrijd op de Afrikaanse Spelen, elite
2020
 Mauritiaans kampioene tijdrijden, elite
 Mauritiaans kampioene op de weg, elite
2022
 Mauritiaans kampioene tijdrijden, elite
 Mauritiaans kampioene op de weg, elite
2023
 Afrikaans kampioene ploegentijdrit, elite
 Afrikaans kampioene tijdrijden, elite
 Afrikaans kampioene gemengde ploegentijdrit, elite
 Mauritiaans kampioene tijdrijden, elite
 Mauritiaans kampioene op de weg, elite
 Tijdrit op de Indische Oceaan-eilanden Spelen, elite
2024
 Wegwedstrijd op de Afrikaanse Spelen, elite
 Ploegentijdrit op de Afrikaanse Spelen, elite
 Tijdrit op de Afrikaanse Spelen, elite
 Gemengde ploegentijdrit op de Afrikaanse Spelen, elite

### Resultaten in voornaamste wedstrijden
|      | \| Jaar \| \| WK op de weg \| \| ---- \| \| ------------ \| \| 2007 \| \| opgave \| \| 2017 \| \| opgave \| \| 2023 \| \| opgave \| |              |
| Jaar | | WK op de weg |
| 2007 | | opgave       |
| 2017 | | opgave       |
| 2023 | | opgave       |